# جون قاولد (صحفي)
جون قاولد (بالإنجليزية: John Gould)‏ هو كاتب العمود وصحفي أمريكي، ولد في 22 أكتوبر 1908، وتوفي في 1 سبتمبر 2003.